# Conny Palmkvist
Conny Palmkvist, folkbokförd Kjell Conny Palmqvist, född 8 oktober 1973 i Väsby församling i Malmöhus län, är en svensk författare och redaktör.

## Biografi
Palmkvist växte upp i Jonstorp på skånska Kullahalvön. Han arbetar som litteraturkritiker på Helsingborgs Dagblad samt håller kurser i författande.
I romanen Hej då, allihopa (2005) bearbetade han sin mors sjukdom och död. Han tilldelades Helsingborgs Dagblads kulturpris 2007 för boken Två hus vid slutet av en väg, vann Umeå novellpris 2009 och det allra första Selmapriset 2015 för De flyende skyldiga.
Han nominerades till Barnradions bokpris 2025, för barnboken Det är en evighet till stjärnorna. Priset är Sveriges Radios och UR:s pris för årets bästa svenska barnbok för 9-12-åringar.

## Utmärkelser
- Helsingborgs stads kulturstipendium 2006
- Helsingborgs Dagblads kulturpris 2007
- Umeå novellpris 2009
- Årets Jon 2009 (för insatser för Jonstorp)
- Selmapriset 2015 för De flyende skyldiga
- Pristagare i Bonnier Carlsens stora barnbokstävling 2020
- Lengertz litteraturpris 2021 för Sundets röda nejlikor
- Gisela och Oscar Trapps minnespris 2021 [6]